# 후안 가르시아 포스티고
후안 가르시아 포스티고(Juan García Postigo, 1982년 1월 19일 ~ )는 스페인의 남자 모델이다. 2007년에 열린 미스터 월드에서 우승을 했다.